# Berg im Drautal

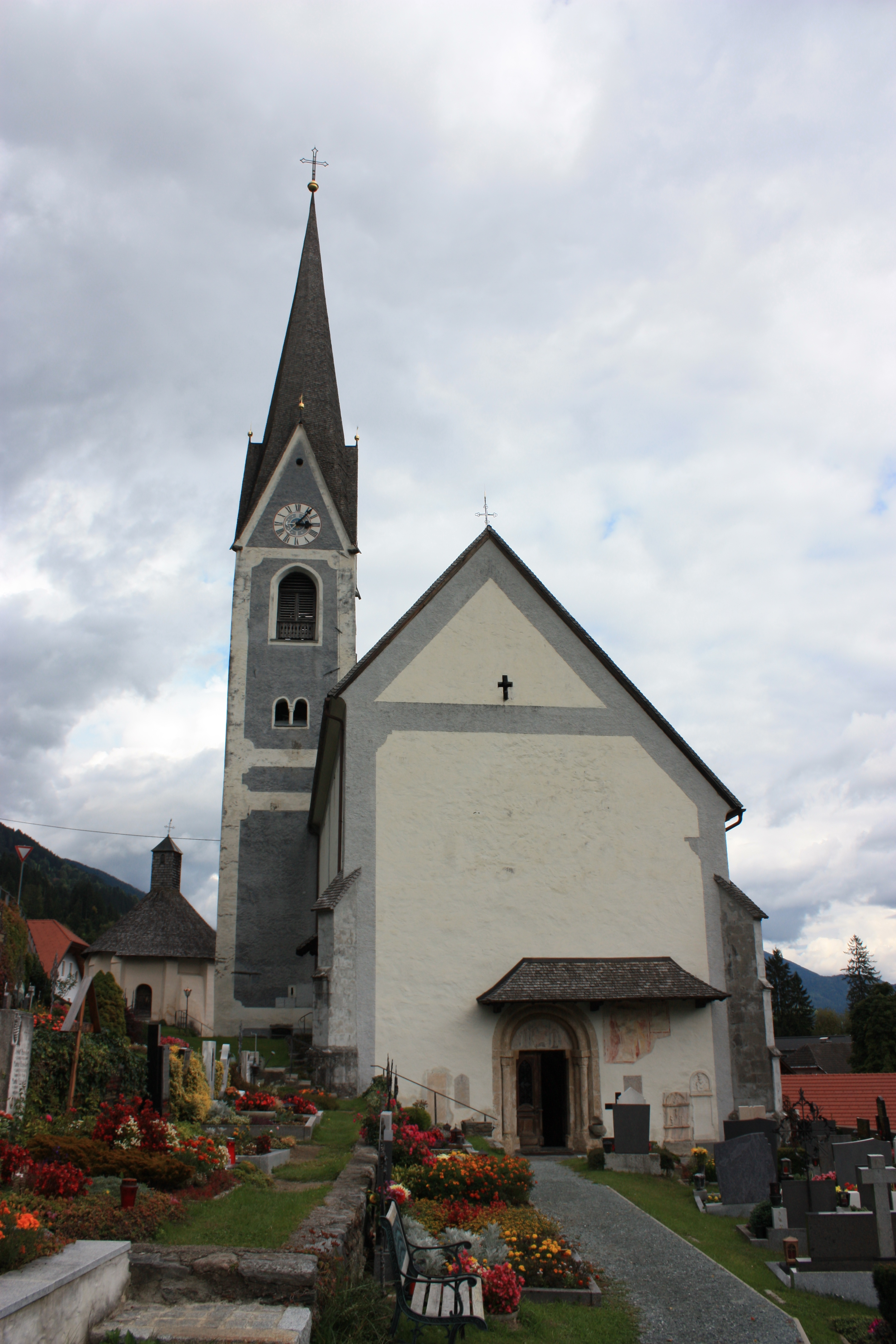
Pfarrkirche Berg

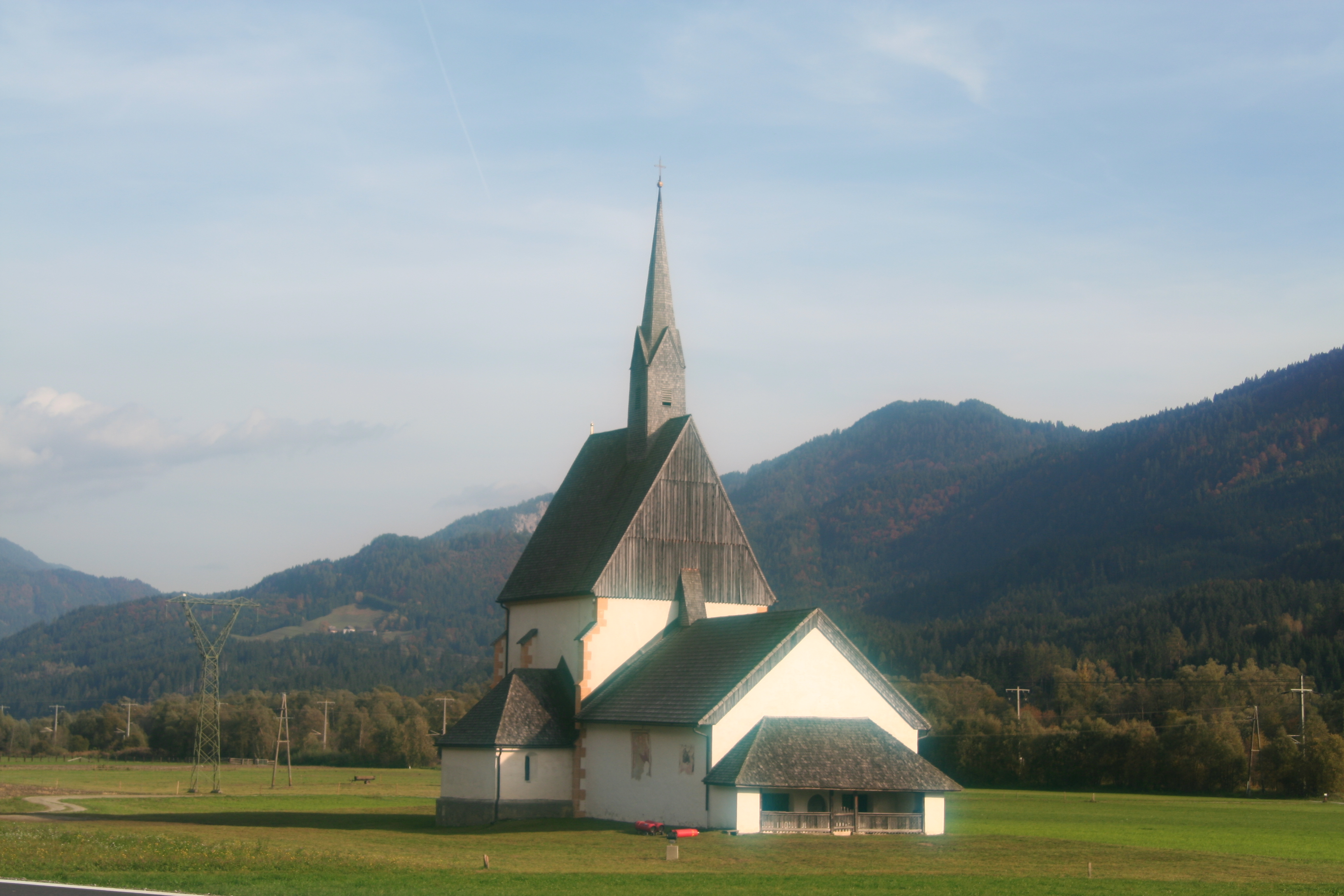
Filialkirche hl. Athanasius

Berg im Drautal ist eine Gemeinde mit 1233 Einwohnern (Stand 1. Jänner 2024) im Bezirk Spittal an der Drau in Österreich, im Bundesland Kärnten.

## Geographie

### Geographische Lage
Die Gemeinde liegt im oberen Drautal zwischen den Gailtaler Alpen mit der Jauken (bis 2276 m) im Süden und dem nordseitig ansteigenden Berghang der Kreuzeckgruppe (bis 2784 m). Durch das Gemeindegebiet führt die Drautal Straße (B 100), die Berg mit der Bezirkshauptstadt Spittal an der Drau (ca. 37 Kilometer östlich) bzw. mit Lienz in Osttirol (ca. 35 Kilometer nach Westen) verbindet.

### Gemeindegliederung
Berg im Drautal ist in die drei Katastralgemeinden Berg, Emberg und Goppelsberg gegliedert. Das Gemeindegebiet umfasst folgende neun Ortschaften (in Klammern Einwohnerzahl Stand 1. Jänner 2024):
- Berg (739)
- Ebenberg (9)
- Emberg (106)
- Emberger Alm (10)
- Feistritz (117)
- Frallach (79)
- Goppelsberg (44)
- Oberberg (77)
- Schlußnig (52)

### Nachbargemeinden
|                    |  |             |
| Dellach im Drautal |  | Greifenburg |
| Dellach (Gailtal)  |  | Kirchbach   |

## Geschichte
Die erste urkundliche Erwähnung der Ortschaft Berg im Drautal – wie auch der meisten Ortschaften der heutigen Gemeinde – erfolgte 1267/68 als „Perige“ im Besitzrechtsverzeichnis (Urbar) des landesfürstlichen Schlosses Greifenburg und etwa zur selben Zeit im Urbar der Pfarrkirche Berg. Der Ursprung des Ortsnamens Berg kann im Bergbau liegen, da bei Draßnitz nördlich von Dellach und in der Gnoppnitz Silber- bzw. Kupferbergbau existierte. Die frühesten Funde sind Spuren einer Römerstraße, die zu dem seit vorkeltischer Zeit bekannten Bergwerksort Gurina im Gailtal führte. Noch heute sind Teile dieser Straße im „Römersteig“ entlang des Südhanges der Jauken zu sehen. Seine frühe Bedeutung erlangte der Ort vor allem durch die ehemalige Wallfahrtskirche Filialkirche St. Athanasius.
1849 wurden zunächst die Katastralgemeinden Berg und Goppelsberg zur Ortsgemeinde Berg vereinigt. Emberg blieb zunächst selbständige Ortsgemeinde, wurde aber nach Erlass der Kärntner Gemeindeordnung 1864 eingegliedert. Der heutige Gemeindename „Berg im Drautal“ wurde am 1. Juli 1965 festgelegt.

## Bevölkerung
Laut Volkszählung 2001 hat Berg im Drautal 1.373 Einwohner, davon sind 97,9 % österreichische Staatsbürger. 93,2 % der Bevölkerung bekennen sich zur römisch-katholischen Kirche, 2,5 % zur evangelischen Kirche und 1,9 % sind islamischen Glaubens. 1,5 % der Bevölkerung ist konfessionslos.
Die Gemeinde hatte in den letzten 150 Jahren eine recht ausgeglichene Bevölkerungsanzahl. Sie stieg von 1.020 im Jahr 1869 auf knapp 1.400 im Zeitraum 1970 bis 2000. Seither geht die Einwohnerzahl trotz positiver Geburtenbilanz wegen der negativen Wanderungsbilanz zurück.

### Bevölkerungsentwicklung
| Berg im Drautal: Einwohnerzahlen von 1869 bis 2024  | Berg im Drautal: Einwohnerzahlen von 1869 bis 2024 | Berg im Drautal: Einwohnerzahlen von 1869 bis 2024 | Berg im Drautal: Einwohnerzahlen von 1869 bis 2024 | Berg im Drautal: Einwohnerzahlen von 1869 bis 2024 |
| --------------------------------------------------- | -------------------------------------------------- | -------------------------------------------------- | -------------------------------------------------- | -------------------------------------------------- |
| Jahr                                                |                                                    |                                                    |                                                    | Einwohner                                          |
| 1869                                                | 1869                                               |                                                    | 1.020                                              | 1.020                                              |
| 1880                                                | 1880                                               |                                                    | 1.039                                              | 1.039                                              |
| 1890                                                | 1890                                               |                                                    | 1.094                                              | 1.094                                              |
| 1900                                                | 1900                                               |                                                    | 1.089                                              | 1.089                                              |
| 1910                                                | 1910                                               |                                                    | 1.042                                              | 1.042                                              |
| 1923                                                | 1923                                               |                                                    | 989                                                | 989                                                |
| 1934                                                | 1934                                               |                                                    | 1.105                                              | 1.105                                              |
| 1939                                                | 1939                                               |                                                    | 1.104                                              | 1.104                                              |
| 1951                                                | 1951                                               |                                                    | 1.206                                              | 1.206                                              |
| 1961                                                | 1961                                               |                                                    | 1.236                                              | 1.236                                              |
| 1971                                                | 1971                                               |                                                    | 1.388                                              | 1.388                                              |
| 1981                                                | 1981                                               |                                                    | 1.361                                              | 1.361                                              |
| 1991                                                | 1991                                               |                                                    | 1.379                                              | 1.379                                              |
| 2001                                                | 2001                                               |                                                    | 1.373                                              | 1.373                                              |
| 2011                                                | 2011                                               |                                                    | 1.345                                              | 1.345                                              |
| 2021                                                | 2021                                               |                                                    | 1.246                                              | 1.246                                              |
| 2024                                                | 2024                                               |                                                    | 1.233                                              | 1.233                                              |
| Quelle(n): Statistik Austria, Gebietsstand 1.1.2021 |                                                    |                                                    |                                                    |                                                    |

## Kultur und Sehenswürdigkeiten
- Die über Berg gelegene Pfarrkirche Mariae Geburt ist ein spätromanisches Bauwerk, das 1267 erstmals urkundlich erwähnt wurde. In der zweiten Hälfte des 15. Jahrhunderts wurde sie zu einer Wehrkirche ausgebaut, wobei auch die ursprüngliche Gestalt des Turmes und des Langhauses verändert wurden.
- Die römisch-katholische Filialkirche Hl. Athanasius (St. Athanas bei Berg) liegt südlich außerhalb des Ortes unweit der Drautalstraße in einem ebenen Feld. Sie wurde 1443 erstmals erwähnt und vermutlich auf einem sehr alten Heiligtum errichtet. Im Inneren der Kirche finden sich römerzeitliche Grabinschriftfragmente. 1485 wurde sie vom Bischof von Caorle dem heiligen Nonosius geweiht.[6] Die Nonnosusverehrung in Oberkärnten, sie ist für St. Peter in Holz bei Lendorf und für Molzbichl belegt, geht auf die Christianisierung vom bayerischen Freising aus zurück. Noch heute ist Nonnosus ein Nebenpatron im Freisinger Dom.[7] Später wurde Nonnosus von St. Athanasen abgelöst. Die Kirche war früher eine beliebte Wallfahrtskirche.

Der gemeinnützige Verein Stella Carinthia wurde gegründet, als sich die oberhalb des Ortsteils Emberg liegende Emberger Hochalm als idealer astronomischer Beobachtungsplatz erwies. Der Astroverein erbaute dort eine Volkssternwarte und veranstaltet alljährlich im Herbst das Internationale Teleskoptreffen auf der Emberger Alm.
Die Gemeinde wurde zum Slow Food Village ernannt.

## Wirtschaft und Infrastruktur
Die wirtschaftlichen Schwerpunkte der Gemeinde sind Tourismus und Landwirtschaft.

### Wirtschaftssektoren
Die folgende Tabelle zeigt die Entwicklung der Betriebsanzahl und der Beschäftigten in den Wirtschaftssektoren:
| Wirtschaftssektor            | Anzahl Betriebe | Anzahl Betriebe | Anzahl Betriebe | Erwerbstätige | Erwerbstätige | Erwerbstätige |
| Wirtschaftssektor            | 2021            | 2011            | 2001            | 2021          | 2011          | 2001          |
| ---------------------------- | --------------- | --------------- | --------------- | ------------- | ------------- | ------------- |
| Land- und Forstwirtschaft 1) | 46              | 88              | 94              | 59            | 61            | 42            |
| Produktion                   | 15              | 13              | 13              | 75            | 70            | 67            |
| Dienstleistung               | 62              | 57              | 42              | 150           | 138           | 152           |

1) Betriebe mit Fläche in den Jahren 2010 und 1999

### Tourismus
Die Anzahl der Übernachtungen pro Jahr liegt seit 2013 zwischen 70.000 und 85.000 mit einem Einbruch in den COVID-Jahren 2020 und 2021. Der Großteil der Gäste kommt in den Monaten Juni bis September.

### Landwirtschaft
Von den 88 landwirtschaftlichen Betrieben des Jahres 2010 waren 23 Haupterwerbsbauern, 60 Nebenerwerbsbauern, 1 Betrieb wurde von einer Personengemeinschaft geführt und 4 von juristischen Personen. Von der landwirtschaftlichen Fläche waren 39 Prozent Wald, 19 Prozent Almen, 10 Prozent Wiesen und 2 Prozent Ackerland.

### Verkehr
- Eisenbahn: Durch Berg verläuft die Drautalbahn mit stündlichen Schnellbahnverbindungen nach Lienz und Spittal an der Drau.[18]
- Straße: Die wichtigste Straßenverbindung ist die Drautal Straße B100.

## Politik

### Gemeinderat
Der Gemeinderat von Berg im Drautal hat 15 Mitglieder und setzt sich seit der Gemeinderatswahl 2021 wie folgt zusammen: 9 ÖVP, 1 Berger für Berg, 2 Unabhängige Berger Liste und 3 SPÖ.

### Bürgermeister
Direkt gewählter Bürgermeister war von 1997 bis 2018 Ferdinand Hueter (ÖVP). Nach dem Rücktritt von Hueter im April 2018 übernahm der erste Vizebürgermeister Wolfgang Krenn (ÖVP) die Amtsgeschäfte. Bei der Bürgermeisterwahl am 24. Juni 2018 mit den Kandidaten Wolfgang Krenn (ÖVP), Gerhard Mentil (Berger für Berg) und Wolfgang Hassler (SPÖ) ging Wolfgang Krenn mit rund 63 Prozent der Stimmen als Sieger hervor. Bei der Bürgermeisterwahl 2021 wurde Krenn im Amt bestätigt.

### Wappen
Das Wappen wurde aus einer Vielzahl von Entwürfen durch eine Abstimmung der Bevölkerung ausgewählt und der Gemeinde am 16. März 1989 verliehen. Die amtliche Blasonierung des Wappens lautet:
„In grünem, mit zwei seitlich gezackten und einschwingend verbundenen Spitzen unter dem Hauptgrund des silbernen Schildhauptes reichenden Schildgrund eine silberne, schwarz geöffnete romanisch-gotische Kirche mit steilem Turm und hinden anschließendem silbernen romanischen Rundkarner, vorne begleitet von einer silbernen dreizackigen Krone, hinten von einer silbernen, überkreuzt von je einem silbernen Bischofs- und Kreuzstab unterlegten Mitra mit Bändern; im Schildfuß ein silberner Wellenbalken.“
Der grüne Schildgrund deutet den Waldreichtum im Gemeindegebiet an, das silberne Wellenband die Drau. Der „Hausberg“ der Gemeinde, die Jauken, wird durch die stilisierte Silhouette im Schildhaupt angedeutet. In der Herzstelle des Wappens ist die Pfarrkirche Mariä Geburt mit einem der zahlreichen romanischen Rundkarner aus der Bauzeit der Kirche dargestellt. Die Krone steht für das Marienpatrozinium der Kirche, die Bischofsmütze mit Bischofs- und Kreuzstab für den Heiligen Nonnosus, einem frühchristlichen Lokalheiligen, dem die Kirche im Talgrund ursprünglich geweiht wurde (erst im 17. Jahrhundert wurde an seiner Stelle Athanasius als Kirchenpatron festgelegt).
Die Fahne ist Grün-Weiß mit eingearbeitetem Wappen.

### Partnergemeinde
- Lohfelden (Deutschland)[1], seit 25. Juni 1988

## Persönlichkeiten

### Söhne und Töchter der Gemeinde
- Josef Tauerer (1820–1886), Politiker
- Erika Seywald (* 1955), Malerin
- Alois Hotschnig (* 1959), Schriftsteller
- Ferdinand Hueter (1960–2022), Politiker

### Mit der Gemeinde verbundene Persönlichkeiten
- Johann Hufnagel (1909–1991), Weitwanderer
- Carmen Thalmann (* 1989), Skirennläuferin